# Viisjaagu järv
Viisjaagu järv är en sjö i Estland.   Den ligger i landskapet Tartumaa, i den södra delen av landet, 160 km sydost om huvudstaden Tallinn. Viisjaagu järv ligger 36 meter över havet. Arean är 0,19 kvadratkilometer. I omgivningarna runt Viisjaagu järv växer i huvudsak blandskog. Den sträcker sig 0,7 kilometer i nord-sydlig riktning, och 0,4 kilometer i öst-västlig riktning.